# Tert-butylhypochloriet
tert-butylhypochloriet ((CH3)3COCl, vaak verkort tot tBuOCl) is een organisch hypochloriet; het is de 1,1-dimethylethylester van hypochlorigzuur. Het is een heldere lichtgele corrosieve vloeistof met een prikkelende geur. Het is niet oplosbaar in water, maar het kan zelf dienen als oplosmiddel voor koolwaterstoffen en organische zuren. In tegenstelling tot de meeste hypochlorieten is deze stof vrij stabiel, maar ze kan ontbinden onder invloed van licht en warmte. Men moet ze daarom bewaren in een koele, donkere ruimte.

## Bereiding
Tert-butylhypochloriet wordt bereid uit tert-butylalcohol, dat men kan reageren met chloorgas en natriumhydroxide:
Cl2 + NaOH + ROH → ROCl + NaCl + H2O
(R stelt de tertiaire butylgroep voor).
In plaats van het giftige chloorgas kan men tert-butylalcohol reageren met een anorganisch hypochloriet zoals calciumhypochloriet of natriumhypochloriet (bleekwater).

## Toepassingen
Tert-butylhypochloriet wordt gebruikt als reagens in chlorerings- en oxidatiereacties, onder meer:
- in de eerste stap van de Gassman-indolsynthese om een aniline te oxideren tot een chlooramine;
- voor de chlorering van een alkeen of een alkeenderivaat tot een corresponderend chloorhydrine[3]; zulk een chloorhydrine kan verder omgezet worden in een epoxide[4];
- Voor de oxidatie van onverzadigde aldehyden, zoals acroleïne of methacroleïne tot een intermediaire verbinding die daarna met methanol verder wordt omgezet in methylacrylaat of methylmethacrylaat[5].